# Comparaison homérique
La comparaison homérique, ou  comparaison épique, est une comparaison détaillée, qui dure souvent plusieurs lignes, dans la littérature classique ou contemporaine. L'épithète «homérique» provient d'Homère (auteur de l'Iliade et de l'Odyssée).
La forme la plus  couramment employée est "comme un... quand il..." (par exemple, comparaison de guerriers à des lions, quand ils attaquent le sanglier.) Lors de ces comparaisons, le narrateur s'adresse directement au public. 
Selon G.P. Shipp, dans son étude de la langue homérique, les comparaisons d'Homère semblent irrégulières par rapport au texte, comme si elles avaient été ajoutées plus tardivement . En revanche, William Clyde Scott, dans son ouvrage The Oral Nature of the Homeric Simile, suggère que les comparaisons d'Homère sont originales. Scott soutient qu'Homère utilise principalement des comparaisons pour présenter ses personnages, «parfois pour les glorifier et parfois simplement pour attirer l'attention sur eux». Ainsi, le personnage d'Agamemnon est-il décrit par une comparaison à chaque fois qu'il entre sur le champ de bataille . D'après lui, les comparaisons d'Homère permettent aussi de prédire un horizon d'attente et de maintenir le lecteur intéressé, citant l'exemple de la confrontation entre Achille et Hector.
Dans son article On Homer Similes (Des comparaisons homériques), Eleanor Rambo convient avec Scott que les comparaisons sont intentionnelles. Homère y a recours pour affiner la compréhension du lecteur. Elle déclare que "le point de la comparaison est le verbe qui fait le terrain d'entente pour les noms impliqués." Selon Rambo, Homère emploie les comparaisons de deux manières différentes: celles qui mettent l'accent sur le mouvement physique  et celles qui mettent l'accent sur les perturbations émotionnelles ,. 